# Campionati canadesi di sci alpino 1990
I Campionati canadesi di sci alpino 1990 si svolsero a Lake Louise; furono  assegnati i titoli di discesa libera, supergigante, slalom gigante, slalom speciale e combinata, sia maschili sia femminili.
Trattandosi di competizioni valide anche ai fini del punteggio FIS, vi parteciparono anche sciatori di altre federazioni, senza che questo consentisse loro di concorrere al titolo nazionale canadese.

## Risultati
| Specialità      | Uomini          | Donne         |
| --------------- | --------------- | ------------- |
| Discesa libera  | Felix Belczyk   | Lucie Laroche |
| Supergigante    | David Duchesne  | Nancy Gee     |
| Slalom gigante  | Robbie Parisien | Josée Lacasse |
| Slalom speciale | Rob Crossan     | Josée Lacasse |
| Combinata       | Ed Podivinsky   | Nancy Gee     |